# Lee McConnell
Lee McConnell (Glasgow, Escocia, Reino Unido, 9 de octubre de 1978) es una atleta británica, especialista en la prueba de 4 x 400 m, con la que ha logrado ser cuatro veces medallista de bronce mundial entre Helsinki 2005 y Daegu 2011.

## Carrera deportiva
En el Mundial de Osaka 2007 ganó el bronce en relevos 4 x 400 metros, con un tiempo de 3:20.04 segundos que fue récord nacional británico, quedando en el podio tras las estadounidenses y jamaicanas, y siendo sus compañeras de equipo: Christine Ohuruogu, Marilyn Okoro y Nicola Sanders.
Además ha ganado el bronce en tres mundiales más en la misma prueba: en Helsinki 2005, Berlín 2009 y Daegu 2011.